# Výztuha
Výztuha je vložka, dílec nebo výplň či podpěra jehož funkcí je zpevnění, tedy zvýšení odolnosti vůči statickému nebo dynamickému namáhání. Zpevnění lze dosáhnout pomocí vlastností použitého materiálu nebo zvolením vhodného tvaru.

## Tvarová výztuha
Užitím vhodného tvaru nebo dutiny lze snížit působící namáhání. Tvary jako oblouk nebo trojúhelník rozkládají působení sil (tedy namáhání) do svých ramen. Při výpočtu se užívá rozkladu sil a Newtonovy zákony a moment síly a Pythagorovou větu a goniometrické funkce. Už od starověku bylo v architektuře častým řešeným problémem výška stavby nebo vytvoření stabilního stropu. Aby se strop neprohnul dolů, užívá se například trámů jako forma vyztužení (princip žebrového vyztužení). Ve starověkém Řecku se užívalo velkého množství sloupů postavených vedle sebe, což podpíralo strop a zpevnilo ho a rovnoměrně rozkládalo působení sil váhy stavby. Starověký Řím využíval ke zpevnění a rozkladu sil oblouky. Ve středověku se používala klenba.
Vytvoření dutiny odlehčí konstrukci a konstrukce zůstane stále dostatečně pevná, často i díky tvaru dutiny. Kruhový průřez dutiny působí jako výztuha na zpevnění podobně jako architektonický prvek oblouku. Ptačí kosti jsou duté, ale velmi pevné. Uhlíkové nanovlákno je duté, ale velmi pevné. Některé vrstvené pancíře obsahují tvarové dutiny k vytvoření deformační zóny a zvyšují tím ochranu vůči kinetickým střelám (pohlcují kinetickou energii podobně jako pružina). 

## Materiálová výztuha
Konstrukce lze vyztužit přidáním dalšího materiálu v podobě vložky, výplně nebo vycpávky. Nebo složením několika materiálů do vrstev. Požadovaných vlastností se docílí zvolením vhodného materiálu a způsobu použití. Takto se vyztužují nejen konstrukce, ale i kabelky nebo oblečení.